# Northfield (condado de Washington, Vermont)
Northfield es una villa ubicada en el condado de Washington en el estado estadounidense de Vermont. En el año 2010 tenía una población de 2,101 habitantes y una densidad poblacional de 552.8 personas por km².

## Geografía
Northfield se encuentra ubicada en las coordenadas 44°9′4″N 72°39′27″O / 44.15111, -72.65750.

## Demografía
Según la Oficina del Censo en 2000 los ingresos medios por hogar en la localidad eran de $33,348 y los ingresos medios por familia eran $39,783. Los hombres tenían unos ingresos medios de $31,250 frente a los $22,955 para las mujeres. La renta per cápita para la localidad era de $11,760. Alrededor del 12.1% de la población estaban por debajo del umbral de pobreza.